# Viola allchariensis
Viola allchariensis är en violväxtart. Viola allchariensis ingår i släktet violer, och familjen violväxter.

## Underarter
Arten delas in i följande underarter:
- V. a. allchariensis
- V. a. gostivarensis